# Jane the Virgin
Jane the Virgin é uma série de televisão norte-americana desenvolvida por Jennie Snyder Urman. A série estreou em 13 de outubro de 2014, com seu último episódio transmitido em 31 de julho de 2019 pela The CW. É uma adaptação da telenovela venezuelana Juana la virgen, criada por Perla Farías. A série é protagonizada por Gina Rodriguez como Jane Villanueva, uma devota latina de 23 anos que engravida depois de uma inseminação artificial acidental por sua ginecologista.
Nos Prêmios Globo de Ouro de 2014, Gina Rodriguez ganhou o prêmio de melhor atriz em série comédia ou musical enquanto a série foi indicada para a melhor série de comédia ou musical. A série também foi selecionado como um dos 10 melhores programas de televisão de 2014 pelo American Film Institute.
Em 2 de abril de 2018, a emissora The CW renovou a série para uma quinta e última temporada, que estreou em 27 de março de 2019.

## Enredo
Ambientada em Miami, a série detalha os acontecimentos inesperados da vida de Jane Gloriana Villanueva, uma jovem religiosa de origem venezuelana. Apesar de Jane pretender preservar a sua virgindade até o casamento, ela engravida em uma consulta ginecológica após uma médica a inseminar acidentalmente. Para piorar a situação, Jane descobre que o dono do sêmen é Rafael Solano, dono do hotel em que ela trabalha, casado e sua antiga paixão adolescente. Durante sua gravidez, Jane precisa tomar decisões sobre seu futuro profissional e a perspectiva assustadora de ter que escolher entre o pai do seu bebê ou seu namorado detetive, Michael. Ao longo da série, seus problemas mudam à medida que seu filho cresce e sua carreira de escritora avança. Os seus familiares também desenvolvem tramas independentes, incluindo questões sobre imigração, problemas de saúde e lições de autodescoberta.

## Visão geral dos personagens
| Artista        | Personagens                                                               | Temporada | Temporada | Temporada | Temporada    | Temporada |
| Artista        | Personagens                                                               | 1         | 2         | 3         | 4            | 5         |
| -------------- | ------------------------------------------------------------------------- | --------- | --------- | --------- | ------------ | --------- |
| Gina Rodriguez | Jane Gloriana Solano, nascida Villanueva, ex-Cordero                      | Principal | Principal | Principal | Principal    | Principal |
| Andrea Navedo  | Xiomara Gloriana de la Vega, nascida Villanueva                           | Principal | Principal | Principal | Principal    | Principal |
| Yael Grobglas  | Petra Solano                                                              | Principal | Principal | Principal | Principal    | Principal |
| Justin Baldoni | Rafael Solano                                                             | Principal | Principal | Principal | Principal    | Principal |
| Ivonne Coll    | Alba Villanueva                                                           | Principal | Principal | Principal | Principal    | Principal |
| Brett Dier     | Michael Cordero, Jr                                                       | Principal | Principal | Principal | Participação | Principal |
| Jaime Camil    | Rogelio De La Vega                                                        | Principal | Principal | Principal | Principal    | Principal |
| Joseph Sanders | Mateo Solano Villanueva, nascido Mateo Gloriano Rogelio Solano Villanueva |           |           | Principal |              |           |
| Elias Janssen  | Mateo Solano Villanueva, nascido Mateo Gloriano Rogelio Solano Villanueva |           |           |           | Principal    | Principal |

## Elenco

### Elenco principal
- Gina Rodriguez interpreta Jane Gloriana Villanueva, uma jovem de 23 anos religiosa e latina que engravida após ser inseminada artificialmente por um erro médico, ao mesmo tempo que namora outro homem, o detetive Michael. Após conversar com Rafael Solano, o pai do bebê, e entender a sua posição, Jane aceita continuar a gravidez e entregar o bebê aos cuidados do casal, com a condição que ele seja amado e esteja seguro com ele e sua esposa Petra. Jane termina o noivado com Michael após descobrir que ele escondia dela segredos sobre os Solanos. À medida que a gravidez avança, Jane e Rafael começam a ter sentimentos um pelo outro, mas a relação não dura muito tempo. Jane dá a luz a um menino chamado Mateo Gloriano Rogelio Solano Villanueva. A produtora executiva Jennie Snyder Urman afirmou que Gina Rodriguez foi a terceira pessoa a entrar para o elenco.[8]
  - Jenna Ortega como Jane Villanueva aos 10 anos de idade (flashbacks)
- Andrea Navedo como Xiomara "Xo" Gloriana Villanueva, a mãe extrovertida de Jane. Ela engravidou quando tinha apenas dezesseis anos, o que levou Jane a decidir que preferia manter sua virgindade do que cometer o mesmo erro que sua mãe. Ela é professora de dança que tem o sonho de se tornar uma cantora.
  - Catherine Toribio interpreta a jovem Xiomara em alguns flashbacks.
- Yael Grobglas como Petra Solano, a esposa infiel e calculista de Rafael. Após se divorciar, Petra insemina a si própria com o esperma do ex-marido e dá a luz a gêmeas. Petra é de origem tcheca e tem uma irmã gêmea, Anezka.
- Justin Baldoni como Rafael Solano, o dono do hotel Marbella e pai biológico do filho de Jane. Rafael tem 31 anos e, ao decorrer da série, divorcia-se de Petra e desenvolve sentimentos por Jane, os dois criam um amor na primeira temporada, Jane se apaixona novamente por Michael, mas ele "some", e para preencher o vazio em seu peito ela se reapaixona pelo Rafa.

- Ivonne Coll como Alba Gloriana Villanueva, a avó devota de Jane. Alba é extremamente religiosa, e encoraja Jane a preservar a sua virgindade até o casamento. Apesar de saber falar inglês, ela fala apenas espanhol com sua família, mesmo quando eles se dirigem a ela em inglês. Alba vivia ilegalmente nos Estados Unidos até conseguir o seu green card na segunda temporada, e na quarta temporada ela vira oficialmente cidadã do país.
  - Brett Dier como Michael Cordero Jr., o noivo de 29 anos de Jane e ex-detetive. Michael era/é apaixonado pela Jane mesmo após ela partir o coração dele, em um certo momento da 2ª temporada eles reatam, mas em meio a vida deles acontece algo que acaba novamente com isso. Ele não gostava de Rafael pela atração que ele e Jane sentiam um pelo outro nas primeiras temporadas, mas depois eles resolvem as diferensas. Ele é o detetive chefe na busca por Sin Rostro, uma traficante de alto perfil que está supostamente vivendo no hotel Marbella. Porém, Michael é baleado ao procurar por Sin Rostro, e abandona a carreira de detetive para se tornar advogado logo após se casar com Jane.
- Jaime Camil como Rogelio de la Vega, um famoso ator de novelas e pai biológico de Jane. Ele tenta construir uma relação com ela após descobrir que é sua filha. Ele também possui sentimentos por Xiomara, que foi sua namorada no ensino médio.
- Elias Janssen como Mateo Gloriano Rogelio Solano Villanueva, o bebê de Jane e Rafael. Nomeado em homenagem ao avô de Jane e ao marido de Alba, que morreu antes de Jane nascer.
- Anthony Mendez como o narrador, terceira pessoa onisciente.[9]

### Elenco recorrente
- Yara Martinez como Dr. Luisa Alver, a irmã alcoólatra, neurótica e lésbica de Rafael, e a médica que acidentalmente inseminou artificialmente Jane. Mais tarde, ela tem um relacionamento com sua madrasta, Rose.
- Bridget Regan como Rose, ex-advogada, ex-namorada de Luisa e sua madrasta. Rose defende Luisa no processo por negligência médica. Ao decorrer da série é revelado que Rose é a traficante Sin Rostro.
  - Megan Ketch como Susanna Barnett, parceira de Michael, que na verdade era Rose disfarçada. Depois de ser descoberta, ela atirou em Michael no peito. Antes disso, ela tinha um relacionamento com Luisa.
  - Elisabeth Röhm como Eileen, a segunda mulher cuja identidade Rose rouba nos três anos seguintes. Enquanto isso, a verdadeira Eileen assassinou Scott.
- Mia e Ella Allan como Anna e Elsa "Ellie" Solano, filhas gêmeas de Petra e Rafael após Petra inseminar a si própria.
- Carlo Rota como Emilio Solano, pai biológico de Luisa e pai adotivo de Rafael. Ele é assassinado por sua esposa, Rose.
- Michael Rady como Lachlan Moore, rival de Rafael e ex-noivo de Petra.
- Diane Guerrero como Lina Santillan, melhor amiga de Jane e colega de trabalho.
- Azie Tesfai como a detetive Nadine Hansan, uma detetive da polícia e rival, parceira e breve amante de Michael. Ela foi morta levando uma bala que era para Michael, depois que ela foi revelada estar trabalhando com Sin Rostro.
- Priscilla Barnes como Magda Andel, a mãe de Petra. Ela está confinada a uma cadeira de rodas (mas apenas finge ser paraplégica) e é cúmplice de Petra em sua trama para roubar o hotel e a fortuna de Rafael.
- Adam Rodriguez como Jonathan Chavez, um dos professores de Jane na escola de pós-graduação e brevemente seu interesse amoroso. Mais tarde descobriu que ele é conhecido por assuntos com os alunos.
- Alano Miller como Roman Zazo, o melhor amigo de Rafael e amante de Petra. Acredita-se que ele tenha sido assassinado no hotel, causando tensão para todos, incluindo Petra e Rafael.
  - Miller também interpreta Aaron Zazo, o irmão gêmeo de Roman, que aparece do "Capítulo Quatorze" em diante investigando o assassinato de seu irmão, mais tarde é revelado ser romano; foi Aaron quem foi assassinado. Roman é mais tarde morto em autodefesa por Petra.
- Shelly Bhalla como Krishna, assistente de Petra, ex-assistente de Rafael
- Ricardo Chavira como Bruce, o namorado de Xiomara de três anos com quem ela se torna brevemente comprometida, apenas para quebrar as coisas devido a seus sentimentos remanescentes por Rogelio.
- Justina Machado como Darci Factor, ex-namorada de Rogelio e mãe da filha de Rogelio.
- Alfonso DiLuca como Jorge, o interesse amoroso de Alba, depois namorado.
- Johnny Messner como Chuck Chesser, o novo proprietário do hotel rival de Marbella, que serve como um novo interesse amoroso para Petra.
- Francisco San Martin como Fabian, tem um breve romance com Jane.
- Brian Dare como Luca, colega de trabalho e amigo de Jane.
- Ryan Devlin como Billy Cordero, irmão criminoso de Michael.
- Vanessa & Veronica Merrell como Valeria e Victoria, ex-enteadas de Rogelio.
- Tyler Posey como Adam Alvaro, o primeiro amor de Jane e mais tarde namorado, que é bissexual.
- Rosario Dawson como Jane Ramos, a advogada e interesse amoroso de Petra.

### Participação especial
- Kate del Castillo … Luciana Leon

## Episódios
| Temporada | Temporada | Episódios | Episódios | Originalmente exibido | Originalmente exibido |
| Temporada | Temporada | Episódios | Episódios | Estreia da temporada  | Final da temporada    |
| --------- | --------- | --------- | --------- | --------------------- | --------------------- |
|           | 1         | 22        | 22        | 13 de outubro de 2014 | 11 de maio de 2015    |
|           | 2         | 22        | 22        | 12 de outubro de 2015 | 16 de maio de 2016    |
|           | 3         | 20        | 20        | 17 de outubro de 2016 | 22 de maio de 2017    |
|           | 4         | 17        | 17        | 13 de outubro de 2017 | 20 de abril de 2018   |
|           | 5         | 19        | 19        | 27 de março de 2019   | 31 de julho de 2019   |

## Produção

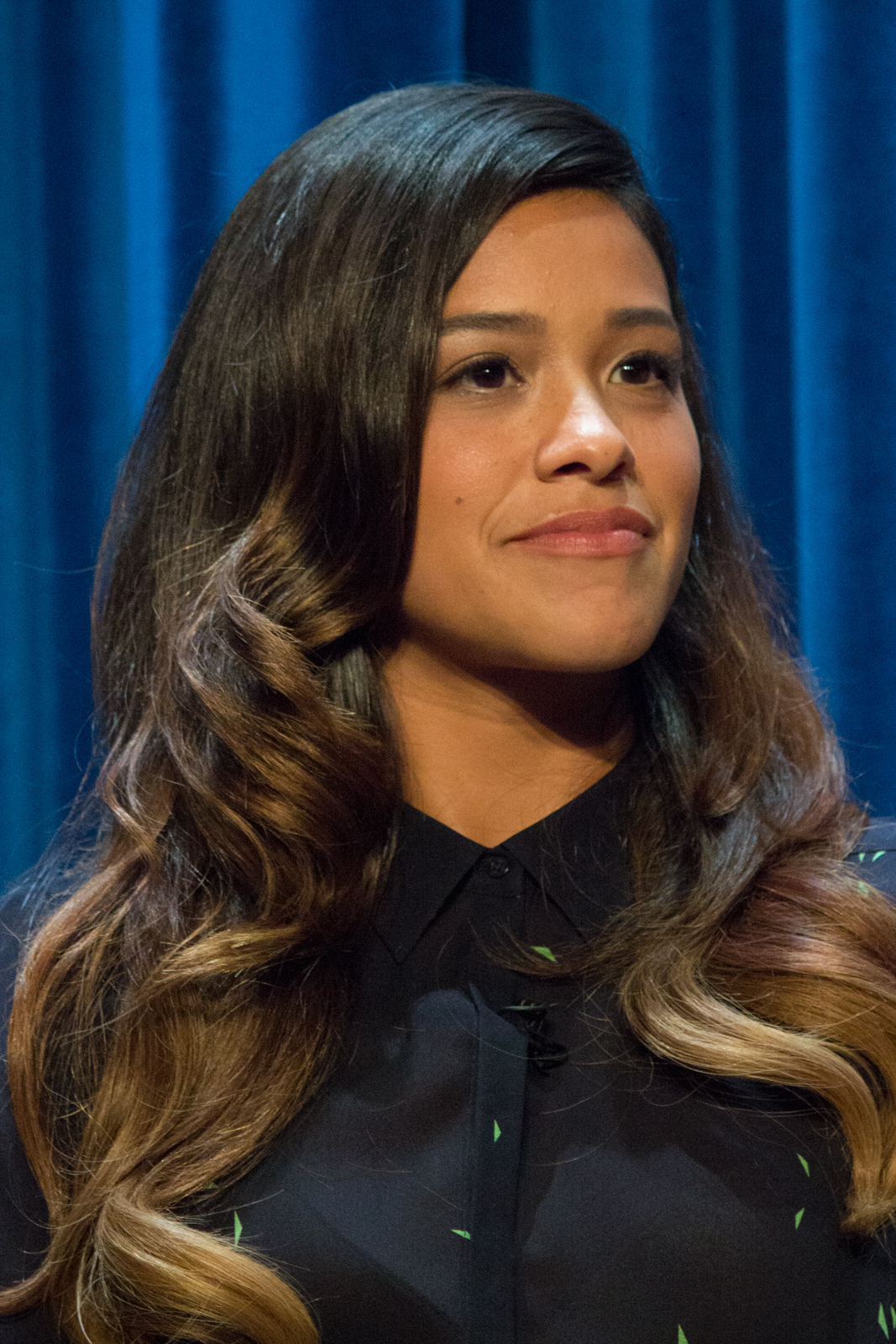
Gina Rodriguez intérprete da personagem principal.

Em 27 de junho de 2013, a rede de televisão norte-americana, The CW anunciou que planejava lançar uma nova série baseada na telenovela venezuelana Juana la virgen. Em 23 de fevereiro de 2014, a Entertainment Weekly anunciou que Rodriguez faria o papel de Jane Villanueva. Em 8 de maio de 2014, durante as antecipações de 2014 a 2015 da The CW, a série foi oficialmente escolhida para ser produzida. Em 18 de julho de 2014, um trailer da série foi lançado pela The CW. Em 8 de agosto de 2014, foi anunciado que Bridget Regan e Azie Tesfai de White Collar se juntariam à série, respectivamente, como Rose, uma ex-advogada, e a detetive Nadine Hansan, detetive da polícia e rival do personagem de Dier. Em 10 de agosto de 2014, o TVLine anunciou que o ator Michael Rady de Emily Owens, M.D. e Melrose Place, se juntariam à série como Lachlan. As filmagens da primeira temporada começaram em 28 de julho de 2014. A série é filmada no estúdio em Los Angeles e o episódio piloto foi filmado em Huntington Beach, Califórnia. Em 21 de outubro de 2014, a série recebeu um pedido de temporada completa. Em 11 de janeiro de 2015, o programa foi renovado para uma segunda temporada, programado para ir ao ar durante a temporada de televisão de 2015–16. Sua segunda temporada estreou em 12 de outubro de 2015. Em 11 de março de 2016, a série foi renovado para uma terceira temporada, que estreou em 17 de outubro de 2016. Em 8 de janeiro de 2017, a The CW renovou a série para uma quarta temporada que estreou em 13 de outubro de 2017. Em 2 de abril de 2018, a The CW renovou a série para uma quinta e última temporada, que estreou em 27 de março de 2019.

## Transmissão
Jane the Virgin estreou na The CW em 13 de outubro de 2014, durante a temporada de televisão de 2014–15. Exclusivo da The CW, é o único programa da rede que apresenta uma faixa de áudio em espanhol no segundo programa de áudio; no entanto, como muitas estações da The CW geralmente não carregam o canal SAP devido à falta de necessidade, isso é mais limitado do que as grandes redes, que são requeridas pela Comissão Federal de Comunicações para ter um canal SAP para a faixa do serviço de vídeo descritivo, que como rede menor que a The CW não é obrigada a carregar.
A série estreou no Canadá na TV Global e na Austrália na Fox8 em 1 de dezembro de 2014. As duas primeiras temporadas foram ao ar no Reino Unido na E4, com os primeiros episódios no Netflix do Reino Unido a partir da terceira temporada. O Sony Channel transmitiu a série em todo o Sudeste Asiático como substituta da Sony Entertainment Television na região (incluindo a BeTV nas Filipinas). No Canadá, os novos episódios eram adicionados semanalmente ao serviço de streaming Shomi, além de ser transmitida por televisão a cabo por alguns provedores de afiliadas da American CW (a WGN-TV de Chicago, disponível como uma superstation no Canadá, exibiu as duas primeiras temporadas da série até o fim de sua afiliação com a The CW, antes da temporada televisiva de 2016-17). A série estreou na Nova Zelândia em 24 de julho no Prime.
Nas Filipinas, Jane the Virgin estreou na ABS-CBN em 28 de março de 2016, dublado em filipino. A série substituiu a série de drama local You're My Home em um horário de fim de noite, como parte do bloco noturno Primetime BIDA. Dias antes da estreia, um teaser mostrando Gina Rodriguez promovendo a série também foi lançado. Na ABS-CBN só foi ao ar as duas primeiras temporadas, editando localmente e dividindo os episódios em segmentos de meia hora similares aos programas e anime da rede. Para um total de 74 episódios modificados, o final da segunda temporada foi ao ar em 8 de julho de 2016, sendo substituído por Pinoy Big Brother: Lucky 7 em 11 de julho de 2016.
No Brasil, a série estreou pelo canal pago Lifetime em 19 de novembro de 2015, e tendo fim da primeira temporada em 28 de abril de 2016. A segunda temporada estreou em 1 de março de 2017 e o último episódio da temporada foi exibido em 31 de março do mesmo ano. A terceira temporada foi exibida em 1 de novembro de 2017, o último episódio da temporada foi exibido em 14 de março de 2018. A quarta temporada estreou no canal em 11 de novembro de 2018. A quinta e última temporada da série estreou em 6 de janeiro de 2020. A série também está disponível no catálogo brasileiro do serviço de streaming Netflix deste 1 de abril de 2016.

## Recepção
| Temporada | Temporada | Resposta crítica   | Resposta crítica  |
| Temporada | Temporada | Rotten Tomatoes    | Metacritic        |
| --------- | --------- | ------------------ | ----------------- |
|           | 1         | 100% (50 revisões) | 80% (23 revisões) |
|           | 2         | 100% (11 revisões) | 87% (4 revisões)  |
|           | 3         | 100% (12 revisões) | –                 |
|           | 4         | 100% (13 revisões) | –                 |
|           | 5         | 100% (22 revisões) | –                 |

### Resposta crítica
Jane the Virgin recebeu elogios por sua escrita e pelo desempenho de Rodriguez. O site agregador Rotten Tomatoes deu à primeira temporada da série uma classificação "certificada" de 100% com base em 50 avaliações, com uma média de 7,7 de 10. O consenso do site afirma que "a premissa duvidosa de Jane, the Virgin, tornou-se parte de seu charme improvável - juntamente com uma escrita deliciosamente diversificada e uma atuação nocaute de Gina Rodriguez". Metacritic, outro agregador de revisão, dá ao programa uma pontuação de 80 em 100, com base em 23 revisões, indicando "revisões geralmente favoráveis".
A segunda temporada também recebeu aclamação da crítica. No Metacritic, a temporada detém 87 de 100, com base em quatro avaliações, indicando "aclamação universal". Rotten Tomatoes deu-lhe uma classificação de 100% com base em 11 avaliações e uma média de classificação de 9.7 de 10. O consenso do site diz: "Jane the Virgin permanece fiel às suas raízes de telenovela na segunda temporada enquanto coloca camadas em mais humor e histórias cada vez mais complexas." Maureen Ryan da Variety elogiou a série, dizendo que a série "é visionado, editado e curado com grande destreza e economia, e o fato de ser tão divertido e acessível não deve impedir que ele esteja no centro das conversas sobre o melhor que o meio tem a oferecer".

### Lista dos dez principais comentários
| 2014 |
| --- |
| - No. 3 TV Guide - No. 3 The Salt Lake Tribune - No. 6 TV.com - No. 7 Las Vegas Weekly - No. 8 Sioux City Journal - No. 10 Boston Globe - – American Film Institute - – Associated Press - – Chicago Reader - – Huffington Post - – Los Angeles Times - – Philadelphia Daily News - – ScreenCrush |

| 2015 |
| --- |
| - No. 3 Village Voice - No. 4 Vulture - No. 4 Slate - No. 5 The Salt Lake Tribune - No. 6 Vegas Weekly - No. 7 TV.com - – Boob Tube Dude - – Criticwire - – Variety - – The Week |

| 2016                                                       |
| ---------------------------------------------------------- |
| - No. 1 Variety - No. 2 Boob Tube Dude - No. 8 MTV - – CNN |

| 2017                                                        |
| ----------------------------------------------------------- |
| - No. 6 Variety - No. 9 TV by the Numbers - No. 9 USA Today |

### Audiência
| Temporada | Horário (ET)        | Episódios | Primeira exibição     | Primeira exibição   | Última exibição     | Última exibição     | Temporada televisiva | Rank | Méd. audiência (milhões) | Adultos de 18–49 anos (média) |     |
| Temporada | Horário (ET)        | Episódios | Data                  | Audiência (milhões) | Data                | Audiência (milhões) | Temporada televisiva | Rank | Méd. audiência (milhões) | Adultos de 18–49 anos (média) |     |
| --------- | ------------------- | --------- | --------------------- | ------------------- | ------------------- | ------------------- | -------------------- | ---- | ------------------------ | ----------------------------- | --- |
| 1         | Segunda-feira 21:00 | 22        | 13 de outubro de 2014 | 1.61                | 11 de maio de 2015  | 1.24                | 2014–15              | 177  | 1.55                     | ASD                           | 0.6 |
| 2         | Segunda-feira 21:00 | 22        | 12 de outubro de 2015 | 1.06                | 16 de maio de 2016  | 0.97                | 2015–16              | 180  | 1.48                     | ASD                           | 0.6 |
| 3         | Segunda-feira 21:00 | 20        | 17 de outubro de 2016 | 1.09                | 22 de maio de 2017  | 0.96                | 2016–17              | 155  | 1.60                     | ASD                           | 0.7 |
| 4         | Sexta-feira 21:00   | 17        | 13 de outubro de 2017 | 0.68                | 20 de abril de 2018 | 0.58                | 2017–18              | 193  | 1.23                     | ASD                           | 0.5 |
| 5         | Quarta-feira 21:00  | 19        | 27 de março de 2019   | 0.79                | 31 de julho de 2019 | 0.65                | 2018–19              | 188  | 1.20                     | ASD                           | 0.5 |

## Lançamento em DVD
A Warner Home Entertainment originalmente lançou a primeira temporada em DVD, mas as fracas vendas causaram uma mudança nos direitos de distribuição, com a CBS lançando cada temporada de Jane the Virgin sob demanda em Blu-ray e DVD exclusivamente na Amazon.
| Nome                          | DVD                    | DVD      | DVD                   | Blu-ray                | Blu-ray  | N. de episódios | Extras                                                                                             |
| Nome                          | Região 1               | Região 2 | Região 4              | Região A               | Região B | N. de episódios | Extras                                                                                             |
| ----------------------------- | ---------------------- | -------- | --------------------- | ---------------------- | -------- | --------------- | -------------------------------------------------------------------------------------------------- |
| A Primeira Temporada Completa | 29 de setembro de 2015 |          | 1 de março de 2017    | 13 de outubro de 2017  |          | 22              | - Immaculate Creation - 'Behind the Scenes' - Getting to Know the Cast - Gag Reel - Deleted Scenes |
| A Segunda Temporada Completa  | 16 de junho de 2017    |          | 1 de março de 2017    | 22 de dezembro de 2017 |          | 22              | |
| A Terceira Temporada Completa | 19 de janeiro de 2018  |          | 6 de setembro de 2017 | 19 de janeiro de 2018  |          | 20              | - Deleted Scenes                                                                                   |
| A Quarta Temporada Completa   |                        |          | 6 de junho de 2018    |                        |          | 17              | |

## Romance
Um romance baseado no livro que Jane escreve no programa foi publicado. A história é um romance histórico ambientado em Miami em 1902. Na série, o enredo do livro é inspirado na história de amor de Jane e Michael.
| Título       | Publicado              | Editora          |
| ------------ | ---------------------- | ---------------- |
| Snow Falling | 14 de novembro de 2017 | Simon & Schuster |

## Spin-off
Em 3 de dezembro de 2018, foi anunciado que a The CW estava desenvolvendo um possível spin-off da série para lançamento na temporada televisiva de 2019–20. O programa em potencial estava sendo escrito como "uma série de antologias inspiradas em telenovelas na tradição de [sua série original], onde cada temporada seria baseada em um romance fictício diferente escrito por Jane e narrado por Gina Rodriguez, que reprisaria seu papel no spin-off. Em 23 de janeiro de 2019 foi ordenado pela The CW um episódio piloto do spin-off, intitulado Jane the Novela. Em fevereiro de 2019, foi anunciado que Jacqueline Grace Lopez foi escalada como personagem principal, Estela. Em 7 de março de 2019, foi anunciado que Marcia Cross foi escalada como Renata. Em 15 de março de 2019, Hunter Parrish foi escalado como Felix, um dos dois protagonistas masculinos. Remy Hii foi escalado como Luen o segundo protagonista masculino em 19 de março de 2019.
Em 7 de maio de 2019, foi anunciado que a produção do spin-off não estaria em andamento.